# 지금부터 싱글
《지금부터 싱글》(영어: Seriously Single)은 2020년 공개된 남아프리카공화국의 코미디 로맨스 영화이다.

## 출연

### 주연
- 풀루 모구바니 : 디네오 역
- 투미 모라케 : 노니 역

### 조연
- 보항 모에코 : 룽가 역
- 욘다 토마스 : 맥스 역
- 티파니 바르부자노 : 팸 역
- 음포 오세이 투투 : 호텔 접수원 역